# Доммари-Эльмон
Доммари́-Эльмо́н (фр. Dommarie-Eulmont) — коммуна во французском департаменте Мёрт и Мозель, региона Лотарингия. Относится к  кантону Везелиз.

## География
Доммари-Эльмон расположен в 32 км к югу от Нанси. Соседние коммуны: Торе-Лиоте на севере, Шауйе и Саксон-Сион на востоке, Водемон на юго-востоке, Ванделевиль на западе.

## Демография
Население коммуны на 2010 год составляло 78 человек.
| 1962 | 1968 | 1975 | 1982 | 1990 | 1999 | 2010 |
| ---- | ---- | ---- | ---- | ---- | ---- | ---- |
| 91   | 79   | 72   | 72   | 75   | 76   | 78   |